# Wàn Shèng Jiē
Wàn Shèng Jiē (chinesisch 万圣街) ist ein chinesischer Webcomic von Ling Zi. Die Kurzgeschichten aus dem Alltag von Horror- und Fabelwesen wurden ab 2020 als Zeichentrickserie umgesetzt, die international als All Saints Street bekannt wurde. Die Serie spielt in einer Welt, in der Menschen, Engel, Dämonen und andere Wesen, jedenfalls meist, friedlich gemeinsam auf der Erde leben.

## Inhalt
Der friedfertige Dämon Neil Bowman, genannt Nini, zieht aus der Hölle auf die Erde in eine chinesische Stadt um. Er will raus aus dem Elternhaus und die Welt der Menschen kennenlernen. Er zieht bei Ira Blood ein, den er beim Onlinespielen kennengelernt hat. Der stellt sich als Vampir heraus, der aus einer Adelsfamilie stammt, aber von dort abgehauen ist und nun sein Leben mit Herumhängen und dem Streaming seines Gamings verbringt. Und auch die anderen Bewohner sind nicht menschlich: Der Vermieter der Wohnung mit mehreren Etagen und Zimmern ist der strenge, aber freundliche Engel Lynn Angel, der hauptberuflich als Lehrer arbeitet. Außerdem wohnt die Mumie Abu in einem der Zimmer. Der kann aber nur sehr schwer verständlich sprechen und wird von den anderen meist ignoriert oder völlig vergessen.
Mit der Zeit kommen weitere Bewohner oder ständige Besucher hinzu: Der Werwolf Vladimir Elliot Kirilenko wird von seiner Sippe in die Stadt gesandt, um den aus der Hölle auf die Erde gelangten Teufel zu bekämpfen und die Erde vor ihm zu retten. Der erkennt den Teufel in Nini und zieht daher in die Wohnung, ist aber bald mit dem freundlichen Dämon befreundet. Von den anderen in der Wohngemeinschaft wird er nur „Langhaar“ genannt. In Lynns jüngere Schwester Lily Angel, ein lebhaftes Mädchen, verliebt sich Nini auf den ersten Blick und versucht seither, ihr näher zu kommen und mit ihr auszugehen. Lynn sieht das nicht gern und geht immer wieder dazwischen. Irgendwann taucht auch Ninis älterer Bruder Nick Hoult auf, der deutlich bösartiger ist als sein Bruder. Er will den Teufel in Nini erwecken, scheitert aber zunächst. Eines Tages kommt es doch zum Kampf, als eine Koalition von Engeln, Vampiren, Werwölfen und anderen Wesen Nini angreift, um den Teufel zu besiegen. Der erwachte Teufel ist zu stark, doch Nini überzeugt ihn, eine Niederlage zu inszenieren. Denn eigentlich will der Teufel in Nini nur seine Ruhe haben. So findet der Kampf sein Ende und der Teufel lebt weiter heimlich in Nini. Gelegentlich taucht er auf und mischt sich in das Leben seines Wirts ein.
Der Kreis der Freunde erweitert sich bald um Luis Bite, einen amerikanischen Zombie und aufstrebenden Schauspieler. Er lebte früher schon in der Wohnung, war aber lange Zeit beruflich unterwegs. Probleme bereitet ihnen immer wieder Momoko, Nachbarin und Nekomata, die gern und viel trinkt. Außerdem lernen sie Kyugetsu kennen, eine neunschwänzige Fuchsdämonin.

## Veröffentlichungen
Der Webcomic erscheint auf der Onlineplattform Bilibili des gleichnamigen Unternehmens. Er umfasst über 800 Folgen. Im Auftrag von Tencent Video entstand beim Studio Beijing HMCH Anime eine Umsetzung als Fernsehserie mit 36 Folgen. Regie führten MTJJ und Gu Jie, das Drehbuch schrieb Xu Bijun. Das Charakterdesign stammt von Rui, der zusammen mit Mang Yan auch die künstlerische Leitung innehatte. Die Animationsarbeiten leitete Da Shung und für die Kameraführung war Liang Shuang zuständig. Die Musik komponierte Piao Ran, Produzenten waren Huang Liying und Jiang Hao.
Die je vier Minuten langen Folgen wurden in drei Staffeln mit je 12 Folgen auf der Plattform Tencent Video veröffentlicht. Die erste Staffel wurde vom 1. April bis 27. Mai 2020 herausgegeben, die zweite Staffel folgte vom 14. Oktober bis 30. Dezember 2020. Die dritte Staffel wurde vom 26. Januar bis 13. April 2022 veröffentlicht. Über den Vertrieb von Aniplex kam die Serie nach Japan und erhielt dort eine japanische Synchronfassung. Der Vorspann wurde auf Japanisch von CeVIO AI eingesungen und ein neuer Abspann produziert, der das Lied Mawari mawaru (まわりまわる) von Sasanomaly erhielt. Diese Fassung wurde dann mit Untertiteln unter anderem auf Deutsch und Englisch international auf der Plattform Crunchyroll veröffentlicht. Dafür wurden die Episoden auf sechs Folgen mit je 23 Minuten zusammengeschnitten, die je sechs Folgen des Originals enthalten.

## Synchronisation
| Rolle                    | Chinesische Stimme |
| ------------------------ | ------------------ |
| Neil Bowman              | Haiquing Xia       |
| Lynn Angel               | Xianghai Hao       |
| Ira Blood                | Tengxin            |
| Vladimir Eliot Kirilinko | Yanzhe Du          |
| Lily Angel               | Yanyan Xi          |